# Paraguay en la clasificación de la Conmebol para la Copa Mundial de Fútbol

## Estadísticas
• Actualizado hasta el partido Brasil - Paraguay (10 de junio de 2025).
| Año   | Resultado                                    | Pos.                                         | PJ                                           | PG                                           | PE                                           | PP                                           | GF                                           | GC                                           | Dif.                                         | Goleador(es)                                          |
| ----- | -------------------------------------------- | -------------------------------------------- | -------------------------------------------- | -------------------------------------------- | -------------------------------------------- | -------------------------------------------- | -------------------------------------------- | -------------------------------------------- | -------------------------------------------- | ----------------------------------------------------- |
| 1930  | Invitado.                                    | Invitado.                                    | Invitado.                                    | Invitado.                                    | Invitado.                                    | Invitado.                                    | Invitado.                                    | Invitado.                                    | Invitado.                                    | Invitado.                                             |
| 1934  | Se negó a participar.                        | Se negó a participar.                        | Se negó a participar.                        | Se negó a participar.                        | Se negó a participar.                        | Se negó a participar.                        | Se negó a participar.                        | Se negó a participar.                        | Se negó a participar.                        | Se negó a participar.                                 |
| 1938  | Se negó a participar.                        | Se negó a participar.                        | Se negó a participar.                        | Se negó a participar.                        | Se negó a participar.                        | Se negó a participar.                        | Se negó a participar.                        | Se negó a participar.                        | Se negó a participar.                        | Se negó a participar.                                 |
| 1950  | Clasificado por retiro de dos participantes. | Clasificado por retiro de dos participantes. | Clasificado por retiro de dos participantes. | Clasificado por retiro de dos participantes. | Clasificado por retiro de dos participantes. | Clasificado por retiro de dos participantes. | Clasificado por retiro de dos participantes. | Clasificado por retiro de dos participantes. | Clasificado por retiro de dos participantes. | Clasificado por retiro de dos participantes.          |
| 1954  | No clasificado                               | 2.º                                          | 4                                            | 2                                            | 0                                            | 2                                            | 8                                            | 6                                            | +2                                           | Manuel Lugo (3)                                       |
| 1958  | Clasificado                                  | 2.º                                          | 4                                            | 3                                            | 0                                            | 1                                            | 11                                           | 4                                            | +7                                           | Florencio Amarilla, Bautista Agüero (3)               |
| 1962  | No clasificado                               | 2.º                                          | 2                                            | 0                                            | 1                                            | 1                                            | 0                                            | 1                                            | -1                                           |                                                       |
| 1966  | No clasificado                               | 6.º                                          | 4                                            | 1                                            | 1                                            | 2                                            | 3                                            | 5                                            | -2                                           | Juan Carlos Rojas, Celino Mora, Vicente Rodríguez (1) |
| 1970  | No clasificado                               | 3.º                                          | 6                                            | 4                                            | 0                                            | 2                                            | 6                                            | 5                                            | +1                                           | Saturnino Arrúa (2)                                   |
| 1974  | No clasificado                               | 4.º                                          | 4                                            | 2                                            | 1                                            | 1                                            | 8                                            | 5                                            | +3                                           | Jorge Insfran, Saturnino Arrúa, Adalberto Escobar (2) |
| 1978  | No clasificado                               | 6.º                                          | 4                                            | 1                                            | 2                                            | 1                                            | 3                                            | 3                                            | 0                                            | Carlos Jara Saguier (2)                               |
| 1982  | No clasificado                               | 8.º                                          | 4                                            | 1                                            | 0                                            | 3                                            | 3                                            | 6                                            | -3                                           |                                                       |
| 1986  | Clasificado                                  | 4.º                                          | 8                                            | 3                                            | 3                                            | 2                                            | 14                                           | 8                                            | +6                                           | Julio Romero (4)                                      |
| 1990  | No clasificado                               | 6.º                                          | 4                                            | 2                                            | 0                                            | 2                                            | 6                                            | 7                                            | -1                                           | Javier Ferreira (2)                                   |
| 1994  | No clasificado                               | 6.º                                          | 6                                            | 1                                            | 4                                            | 1                                            | 6                                            | 7                                            | -1                                           | Alfredo Mendoza (3)                                   |
| 1998  | Clasificado                                  | 2.º                                          | 16                                           | 9                                            | 2                                            | 5                                            | 21                                           | 14                                           | +7                                           | Carlos Gamarra, Miguel Ángel Benítez (3)              |
| 2002  | Clasificado                                  | 4.º                                          | 18                                           | 9                                            | 3                                            | 6                                            | 29                                           | 23                                           | +6                                           | Saturnino Cardozo (6)                                 |
| 2006  | Clasificado                                  | 4.º                                          | 18                                           | 8                                            | 4                                            | 6                                            | 23                                           | 23                                           | 0                                            | Saturnino Cardozo (7)                                 |
| 2010  | Clasificado                                  | 3.º                                          | 18                                           | 10                                           | 3                                            | 5                                            | 24                                           | 16                                           | +8                                           | Salvador Cabañas (6)                                  |
| 2014  | No clasificado                               | 9.º                                          | 16                                           | 3                                            | 3                                            | 10                                           | 17                                           | 31                                           | -14                                          | Roque Santa Cruz (3)                                  |
| 2018  | No clasificado                               | 7.º                                          | 18                                           | 7                                            | 3                                            | 8                                            | 19                                           | 25                                           | -6                                           | Darío Lezcano (4)                                     |
| 2022  | No clasificado                               | 8.º                                          | 18                                           | 3                                            | 7                                            | 8                                            | 12                                           | 26                                           | -14                                          | Ángel Romero (4)                                      |
| 2026  | Disputándose                                 | 5.º                                          | 16                                           | 6                                            | 6                                            | 4                                            | 13                                           | 10                                           | +3                                           | Antonio Sanabria (4)                                  |
| Total | 8 - 14                                       | 4.º                                          | 188                                          | 75                                           | 43                                           | 70                                           | 226                                          | 225                                          | +1                                           | Saturnino Cardozo (14)                                |

### Resultados
| País      | PJ  | PG | PE | PP | GF  | GC  | DG  | EFE   |
| --------- | --- | -- | -- | -- | --- | --- | --- | ----- |
| Argentina | 22  | 4  | 11 | 7  | 18  | 28  | -10 | 27,5% |
| Bolivia   | 22  | 11 | 5  | 6  | 40  | 26  | +14 | 66,6% |
| Brasil    | 20  | 3  | 4  | 13 | 12  | 35  | -23 | 14,6% |
| Chile     | 22  | 11 | 2  | 9  | 30  | 24  | +6  | 52,4% |
| Colombia  | 28  | 11 | 6  | 11 | 30  | 30  | +0  | 50,0% |
| Ecuador   | 19  | 9  | 3  | 7  | 32  | 30  | +2  | 52,4% |
| México    | 2   | 0  | 1  | 1  | 0   | 1   | -1  | 33,3% |
| Perú      | 17  | 5  | 5  | 7  | 18  | 24  | -6  | 44,4% |
| Uruguay   | 16  | 7  | 4  | 5  | 17  | 14  | +3  | 52,3% |
| Venezuela | 18  | 13 | 1  | 4  | 23  | 11  | +12 | 84,4% |
| Total     | 186 | 74 | 42 | 70 | 220 | 223 | -3  | 47,7% |

## Eliminatorias delsigloXX

### Eliminatorias paraSuiza 1954
- Información según CeroaCero[2]

| Fecha                 | Lugar          |          |                     | Resultado |                     |          |
| --------------------- | -------------- | -------- | ------------------- | --------- | ------------------- | -------- |
| 14 de febrero de 1954 | Asunción       | Paraguay | Bandera de Paraguay | 4:0 (1:0) | Bandera de Chile    | Chile    |
| 21 de febrero de 1954 | Santiago       | Chile    | Bandera de Chile    | 1:3 (1:1) | Bandera de Paraguay | Paraguay |
| 7 de marzo de 1954    | Asunción       | Paraguay | Bandera de Paraguay | 0:1 (0:0) | Bandera de Brasil   | Brasil   |
| 21 de marzo de 1954   | Río de Janeiro | Brasil   | Bandera de Brasil   | 4:1 (0:0) | Bandera de Paraguay | Paraguay |

### Eliminatorias paraSuecia 1958
- Información según CeroaCero[3]

| Fecha               | Lugar      |          |                     | Resultado |                     |          |
| ------------------- | ---------- | -------- | ------------------- | --------- | ------------------- | -------- |
| 20 de junio de 1957 | Bogotá     | Colombia | Bandera de Colombia | 2:3 (1:1) | Bandera de Paraguay | Paraguay |
| 7 de julio de 1957  | Asunción   | Paraguay | Bandera de Paraguay | 3:0 (2:0) | Bandera de Colombia | Colombia |
| 14 de julio de 1957 | Asunción   | Paraguay | Bandera de Paraguay | 5:0 (1:0) | Bandera de Uruguay  | Uruguay  |
| 28 de julio de 1957 | Montevideo | Uruguay  | Bandera de Uruguay  | 2:0 (1:0) | Bandera de Paraguay | Paraguay |

### Eliminatorias paraChile 1962
- Información según CeroaCero[4]

| Fecha                  | Lugar            |          |                     | Resultado |                     |          |
| ---------------------- | ---------------- | -------- | ------------------- | --------- | ------------------- | -------- |
| 29 de octubre de 1961  | Ciudad de México | México   | Bandera de México   | 1:0 (0:0) | Bandera de Paraguay | Paraguay |
| 5 de noviembre de 1961 | Asunción         | Paraguay | Bandera de Paraguay | 0:0       | Bandera de México   | México   |

### Eliminatorias paraInglaterra 1966
- Información según CeroaCero[5]

| Fecha                | Lugar        |           |                      | Resultado |                      |           |
| -------------------- | ------------ | --------- | -------------------- | --------- | -------------------- | --------- |
| 25 de julio de 1965  | Asunción     | Paraguay  | Bandera de Paraguay  | 2:0 (1:0) | Bandera de Bolivia   | Bolivia   |
| 1 de agosto de 1965  | Buenos Aires | Argentina | Bandera de Argentina | 3:0 (3:0) | Bandera de Paraguay  | Paraguay  |
| 8 de agosto de 1965  | Asunción     | Paraguay  | Bandera de Paraguay  | 0:0       | Bandera de Argentina | Argentina |
| 22 de agosto de 1965 | La Paz       | Bolivia   | Bandera de Bolivia   | 2:1 (1:1) | Bandera de Paraguay  | Paraguay  |

### Eliminatorias paraMéxico 1970
- Información según CeroaCero[6]

| Fecha                | Lugar          |           |                      | Resultado |                      |           |
| -------------------- | -------------- | --------- | -------------------- | --------- | -------------------- | --------- |
| 6 de agosto de 1969  | Caracas        | Venezuela | Bandera de Venezuela | 0:2 (0:1) | Bandera de Paraguay  | Paraguay  |
| 10 de agosto de 1969 | Bogotá         | Colombia  | Bandera de Colombia  | 0:1 (0:0) | Bandera de Paraguay  | Paraguay  |
| 17 de agosto de 1969 | Asunción       | Paraguay  | Bandera de Paraguay  | 0:3 (0:0) | Bandera de Brasil    | Brasil    |
| 21 de agosto de 1969 | Asunción       | Paraguay  | Bandera de Paraguay  | 1:0 (1:0) | Bandera de Venezuela | Venezuela |
| 24 de agosto de 1969 | Asunción       | Paraguay  | Bandera de Paraguay  | 2:1 (1:0) | Bandera de Colombia  | Colombia  |
| 31 de agosto de 1969 | Río de Janeiro | Brasil    | Bandera de Brasil    | 1:0 (0:0) | Bandera de Paraguay  | Paraguay  |

### Eliminatorias paraAlemania 1974
- Información según CeroaCero[7]

| Fecha                    | Lugar        |           |                      | Resultado |                      |           |
| ------------------------ | ------------ | --------- | -------------------- | --------- | -------------------- | --------- |
| 2 de septiembre de 1973  | La Paz       | Bolivia   | Bandera de Bolivia   | 1:2 (1:1) | Bandera de Paraguay  | Paraguay  |
| 16 de septiembre de 1973 | Asunción     | Paraguay  | Bandera de Paraguay  | 1:1 (1:1) | Bandera de Argentina | Argentina |
| 30 de septiembre de 1973 | Asunción     | Paraguay  | Bandera de Paraguay  | 4:0 (3:0) | Bandera de Bolivia   | Bolivia   |
| 7 de octubre de 1973     | Buenos Aires | Argentina | Bandera de Argentina | 3:1 (1:1) | Bandera de Paraguay  | Paraguay  |

### Eliminatorias paraArgentina 1978
- Información según CeroaCero[8]

| Fecha                 | Lugar          |          |                     | Resultado |                     |          |
| --------------------- | -------------- | -------- | ------------------- | --------- | ------------------- | -------- |
| 24 de febrero de 1977 | Bogotá         | Colombia | Bandera de Colombia | 0:1 (0:1) | Bandera de Paraguay | Paraguay |
| 6 de marzo de 1977    | Asunción       | Paraguay | Bandera de Paraguay | 1:1 (0:0) | Bandera de Colombia | Colombia |
| 13 de marzo de 1977   | Asunción       | Paraguay | Bandera de Paraguay | 0:1 (0:0) | Bandera de Brasil   | Brasil   |
| 27 de marzo de 1977   | Río de Janeiro | Brasil   | Bandera de Brasil   | 1:1 (1:0) | Bandera de Paraguay | Paraguay |

### Eliminatorias paraEspaña 1982
- Información según CeroaCero[9]

| Fecha               | Lugar     |          |                     | Resultado |                     |          |
| ------------------- | --------- | -------- | ------------------- | --------- | ------------------- | -------- |
| 17 de mayo de 1981  | Guayaquil | Ecuador  | Bandera de Ecuador  | 1:0 (0:0) | Bandera de Paraguay | Paraguay |
| 31 de mayo de 1981  | Asunción  | Paraguay | Bandera de Paraguay | 3:1 (0:0) | Bandera de Ecuador  | Ecuador  |
| 7 de junio de 1981  | Asunción  | Paraguay | Bandera de Paraguay | 0:1 (0:0) | Bandera de Chile    | Chile    |
| 21 de junio de 1981 | Santiago  | Chile    | Bandera de Chile    | 3:0 (3:0) | Bandera de Paraguay | Paraguay |

### Eliminatorias paraMéxico 1986
- Información según CeroaCero[10]

| Fecha               | Lugar          |          |                     | Resultado |                     |          |
| ------------------- | -------------- | -------- | ------------------- | --------- | ------------------- | -------- |
| 26 de mayo de 1985  | Santa Cruz     | Bolivia  | Bandera de Bolivia  | 1:1 (1:0) | Bandera de Paraguay | Paraguay |
| 9 de junio de 1985  | Asunción       | Paraguay | Bandera de Paraguay | 3:0 (2:0) | Bandera de Bolivia  | Bolivia  |
| 16 de junio de 1985 | Asunción       | Paraguay | Bandera de Paraguay | 0:2 (0:1) | Bandera de Brasil   | Brasil   |
| 23 de junio de 1985 | Río de Janeiro | Brasil   | Bandera de Brasil   | 1:1 (1:1) | Bandera de Paraguay | Paraguay |

#### Repesca (Grupo A)
- Información según CeroaCero[11]

| Fecha                  | Lugar    |          |                     | Resultado |                     |          |
| ---------------------- | -------- | -------- | ------------------- | --------- | ------------------- | -------- |
| 27 de octubre de 1985  | Asunción | Paraguay | Bandera de Paraguay | 3:0 (1:0) | Bandera de Colombia | Colombia |
| 3 de noviembre de 1985 | Cali     | Colombia | Bandera de Colombia | 2:1 (0:0) | Bandera de Paraguay | Paraguay |

#### Repesca (Grupo final)
- Información según CeroaCero[12]

| Fecha                   | Lugar    |          |                     | Resultado |                     |          |
| ----------------------- | -------- | -------- | ------------------- | --------- | ------------------- | -------- |
| 10 de noviembre de 1985 | Asunción | Paraguay | Bandera de Paraguay | 3:0 (1:0) | Bandera de Chile    | Chile    |
| 17 de noviembre de 1985 | Santiago | Chile    | Bandera de Chile    | 2:2 (1:2) | Bandera de Paraguay | Paraguay |

### Eliminatorias paraItalia 1990
- Información según CeroaCero[13]

| Fecha                    | Lugar        |          |                     | Resultado |                     |          |
| ------------------------ | ------------ | -------- | ------------------- | --------- | ------------------- | -------- |
| 27 de agosto de 1989     | Asunción     | Paraguay | Bandera de Paraguay | 2:1 (0:0) | Bandera de Colombia | Colombia |
| 10 de septiembre de 1989 | Asunción     | Paraguay | Bandera de Paraguay | 2:1 (1:0) | Bandera de Ecuador  | Ecuador  |
| 17 de septiembre de 1989 | Barranquilla | Colombia | Bandera de Colombia | 2:1 (0:1) | Bandera de Paraguay | Paraguay |
| 24 de septiembre de 1989 | Guayaquil    | Ecuador  | Bandera de Ecuador  | 3:1 (1:1) | Bandera de Paraguay | Paraguay |

### Eliminatorias paraEstados Unidos 1994
- Información según FIFA[14]

#### Primera ronda
| Fecha                | Lugar        |          |                     | Resultado |                      |           |
| -------------------- | ------------ | -------- | ------------------- | --------- | -------------------- | --------- |
| 1 de agosto de 1993  | Barranquilla | Colombia | Bandera de Colombia | 0:0       | Bandera de Paraguay  | Paraguay  |
| 8 de agosto de 1993  | Asunción     | Paraguay | Bandera de Paraguay | 1:3 (1:1) | Bandera de Argentina | Argentina |
| 15 de agosto de 1993 | Asunción     | Paraguay | Bandera de Paraguay | 2:1 (2:1) | Bandera de Perú      | Perú      |

#### Segunda ronda
| Fecha                   | Lugar        |           |                      | Resultado |                     |          |
| ----------------------- | ------------ | --------- | -------------------- | --------- | ------------------- | -------- |
| 22 de agosto de 1993    | Asunción     | Paraguay  | Bandera de Paraguay  | 1:1 (0:1) | Bandera de Colombia | Colombia |
| 29 de agosto de 1993    | Buenos Aires | Argentina | Bandera de Argentina | 0:0       | Bandera de Paraguay | Paraguay |
| 5 de septiembre de 1993 | Lima         | Perú      | Bandera de Perú      | 2:2 (1:0) | Bandera de Paraguay | Paraguay |

### Eliminatorias paraFrancia 1998
- Información según FIFA[15]

#### Primera ronda
| Fecha                   | Lugar        |           |                      | Resultado |                     |          |
| ----------------------- | ------------ | --------- | -------------------- | --------- | ------------------- | -------- |
| 24 de abril de 1996     | Barranquilla | Colombia  | Bandera de Colombia  | 1:0 (0:0) | Bandera de Paraguay | Paraguay |
| 2 de junio de 1996      | Montevideo   | Uruguay   | Bandera de Uruguay   | 0:2 (0:1) | Bandera de Paraguay | Paraguay |
| 1 de septiembre de 1996 | Buenos Aires | Argentina | Bandera de Argentina | 1:1 (1:1) | Bandera de Paraguay | Paraguay |
| 9 de octubre de 1996    | Asunción     | Paraguay  | Bandera de Paraguay  | 2:1 (1:1) | Bandera de Chile    | Chile    |
| 10 de noviembre de 1996 | Asunción     | Paraguay  | Bandera de Paraguay  | 1:0 (1:0) | Bandera de Ecuador  | Ecuador  |
| 15 de diciembre de 1996 | La Paz       | Bolivia   | Bandera de Bolivia   | 0:0       | Bandera de Paraguay | Paraguay |
| 12 de enero de 1997     | Mérida       | Venezuela | Bandera de Venezuela | 0:2 (0:1) | Bandera de Paraguay | Paraguay |
| 12 de febrero de 1997   | Asunción     | Paraguay  | Bandera de Paraguay  | 2:1 (2:1) | Bandera de Perú     | Perú     |

#### Segunda ronda
| Fecha                    | Lugar    |          |                     | Resultado |                      |           |
| ------------------------ | -------- | -------- | ------------------- | --------- | -------------------- | --------- |
| 2 de abril de 1997       | Asunción | Paraguay | Bandera de Paraguay | 2:1 (1:0) | Bandera de Colombia  | Colombia  |
| 30 de abril de 1997      | Asunción | Paraguay | Bandera de Paraguay | 3:1 (1:0) | Bandera de Uruguay   | Uruguay   |
| 6 de julio de 1997       | Asunción | Paraguay | Bandera de Paraguay | 1:2 (0:2) | Bandera de Argentina | Argentina |
| 20 de julio de 1997      | Santiago | Chile    | Bandera de Chile    | 2:1 (1:0) | Bandera de Paraguay  | Paraguay  |
| 20 de agosto de 1997     | Quito    | Ecuador  | Bandera de Ecuador  | 2:1 (0:1) | Bandera de Paraguay  | Paraguay  |
| 10 de septiembre de 1997 | Asunción | Paraguay | Bandera de Paraguay | 2:1 (2:0) | Bandera de Bolivia   | Bolivia   |
| 12 de octubre de 1997    | Asunción | Paraguay | Bandera de Paraguay | 1:0 (0:0) | Bandera de Venezuela | Venezuela |
| 16 de noviembre de 1997  | Lima     | Perú     | Bandera de Perú     | 1:0 (1:0) | Bandera de Paraguay  | Paraguay  |

## Eliminatorias delsigloXXI

### Eliminatorias paraCorea - Japón 2002
- Información según FIFA[16]

#### Primera ronda
| Fecha                   | Lugar        |           |                      | Resultado |                      |           |
| ----------------------- | ------------ | --------- | -------------------- | --------- | -------------------- | --------- |
| 29 de marzo de 2000     | Lima         | Perú      | Bandera de Perú      | 2:0 (0:0) | Bandera de Paraguay  | Paraguay  |
| 26 de abril de 2000     | Asunción     | Paraguay  | Bandera de Paraguay  | 1:0 (1:0) | Bandera de Uruguay   | Uruguay   |
| 3 de junio de 2000      | Asunción     | Paraguay  | Bandera de Paraguay  | 3:1 (2:0) | Bandera de Ecuador   | Ecuador   |
| 29 de junio de 2000     | Santiago     | Chile     | Bandera de Chile     | 3:1 (2:0) | Bandera de Paraguay  | Paraguay  |
| 18 de julio de 2000     | Asunción     | Paraguay  | Bandera de Paraguay  | 2:1 (1:0) | Bandera de Brasil    | Brasil    |
| 27 de julio de 2000     | La Paz       | Bolivia   | Bandera de Bolivia   | 0:0       | Bandera de Paraguay  | Paraguay  |
| 16 de agosto de 2000    | Buenos Aires | Argentina | Bandera de Argentina | 1:1 (0:0) | Bandera de Paraguay  | Paraguay  |
| 3 de septiembre de 2000 | Asunción     | Paraguay  | Bandera de Paraguay  | 3:0 (3:0) | Bandera de Venezuela | Venezuela |
| 7 de octubre de 2000    | Bogotá       | Colombia  | Bandera de Colombia  | 0:2 (0:1) | Bandera de Paraguay  | Paraguay  |

#### Segunda ronda
| Fecha                   | Lugar         |           |                      | Resultado |                      |           |
| ----------------------- | ------------- | --------- | -------------------- | --------- | -------------------- | --------- |
| 15 de noviembre de 2000 | Asunción      | Paraguay  | Bandera de Paraguay  | 5:1 (3:0) | Bandera de Perú      | Perú      |
| 28 de marzo de 2001     | Montevideo    | Uruguay   | Bandera de Uruguay   | 0:1 (0:0) | Bandera de Paraguay  | Paraguay  |
| 24 de abril de 2001     | Quito         | Ecuador   | Bandera de Ecuador   | 2:1 (1:1) | Bandera de Paraguay  | Paraguay  |
| 2 de junio de 2001      | Asunción      | Paraguay  | Bandera de Paraguay  | 1:0 (0:0) | Bandera de Chile     | Chile     |
| 15 de agosto de 2001    | Porto Alegre  | Brasil    | Bandera de Brasil    | 2:0 (1:0) | Bandera de Paraguay  | Paraguay  |
| 5 de septiembre de 2001 | Asunción      | Paraguay  | Bandera de Paraguay  | 5:1 (2:1) | Bandera de Bolivia   | Bolivia   |
| 7 de octubre de 2001    | Asunción      | Paraguay  | Bandera de Paraguay  | 2:2 (0:0) | Bandera de Argentina | Argentina |
| 8 de noviembre de 2001  | San Cristóbal | Venezuela | Bandera de Venezuela | 3:1 (3:1) | Bandera de Paraguay  | Paraguay  |
| 14 de noviembre de 2001 | Asunción      | Paraguay  | Bandera de Paraguay  | 0:4 (0:2) | Bandera de Colombia  | Colombia  |

### Eliminatorias paraAlemania 2006
- Información según FIFA[17]

#### Primera ronda
| Fecha                    | Lugar        |           |                      | Resultado |                      |           |
| ------------------------ | ------------ | --------- | -------------------- | --------- | -------------------- | --------- |
| 6 de septiembre de 2003  | Lima         | Perú      | Bandera de Perú      | 4:1 (2:1) | Bandera de Paraguay  | Paraguay  |
| 10 de septiembre de 2003 | Asunción     | Paraguay  | Bandera de Paraguay  | 4:1 (1:1) | Bandera de Uruguay   | Uruguay   |
| 15 de noviembre de 2003  | Asunción     | Paraguay  | Bandera de Paraguay  | 2:1 (1:0) | Bandera de Ecuador   | Ecuador   |
| 18 de noviembre de 2003  | Santiago     | Chile     | Bandera de Chile     | 0:1 (0:1) | Bandera de Paraguay  | Paraguay  |
| 31 de marzo de 2004      | Asunción     | Paraguay  | Bandera de Paraguay  | 0:0       | Bandera de Brasil    | Brasil    |
| 1 de junio de 2004       | La Paz       | Bolivia   | Bandera de Bolivia   | 2:1 (1:1) | Bandera de Paraguay  | Paraguay  |
| 6 de junio de 2004       | Buenos Aires | Argentina | Bandera de Argentina | 0:0       | Bandera de Paraguay  | Paraguay  |
| 5 de septiembre de 2004  | Asunción     | Paraguay  | Bandera de Paraguay  | 1:0 (0:0) | Bandera de Venezuela | Venezuela |
| 9 de octubre de 2004     | Barranquilla | Colombia  | Bandera de Colombia  | 1:0 (1:0) | Bandera de Paraguay  | Paraguay  |

#### Segunda ronda
| Fecha                   | Lugar        |           |                      | Resultado |                      |           |
| ----------------------- | ------------ | --------- | -------------------- | --------- | -------------------- | --------- |
| 13 de octubre de 2004   | Asunción     | Paraguay  | Bandera de Paraguay  | 1:1 (1:0) | Bandera de Perú      | Perú      |
| 17 de noviembre de 2004 | Montevideo   | Uruguay   | Bandera de Uruguay   | 1:0 (0:0) | Bandera de Paraguay  | Paraguay  |
| 27 de marzo de 2005     | Quito        | Ecuador   | Bandera de Ecuador   | 5:2 (2:2) | Bandera de Paraguay  | Paraguay  |
| 30 de marzo de 2005     | Asunción     | Paraguay  | Bandera de Paraguay  | 2:1 (1:0) | Bandera de Chile     | Chile     |
| 5 de junio de 2005      | Porto Alegre | Brasil    | Bandera de Brasil    | 4:1 (2:0) | Bandera de Paraguay  | Paraguay  |
| 8 de junio de 2005      | Asunción     | Paraguay  | Bandera de Paraguay  | 4:1 (2:1) | Bandera de Bolivia   | Bolivia   |
| 3 de septiembre de 2005 | Asunción     | Paraguay  | Bandera de Paraguay  | 1:0 (1:0) | Bandera de Argentina | Argentina |
| 8 de octubre de 2005    | Maracaibo    | Venezuela | Bandera de Venezuela | 0:1 (0:0) | Bandera de Paraguay  | Paraguay  |
| 12 de octubre de 2005   | Asunción     | Paraguay  | Bandera de Paraguay  | 0:1 (0:1) | Bandera de Colombia  | Colombia  |

### Eliminatorias paraSudáfrica 2010
- Información según FIFA[18]

#### Primera ronda
| Fecha                   | Lugar        |           |                      | Resultado |                      |           |
| ----------------------- | ------------ | --------- | -------------------- | --------- | -------------------- | --------- |
| 13 de octubre de 2007   | Lima         | Perú      | Bandera de Perú      | 0:0       | Bandera de Paraguay  | Paraguay  |
| 17 de octubre de 2007   | Asunción     | Paraguay  | Bandera de Paraguay  | 1:0 (1:0) | Bandera de Uruguay   | Uruguay   |
| 17 de noviembre de 2007 | Asunción     | Paraguay  | Bandera de Paraguay  | 5:1 (2:0) | Bandera de Ecuador   | Ecuador   |
| 21 de noviembre de 2007 | Santiago     | Chile     | Bandera de Chile     | 0:3 (0:2) | Bandera de Paraguay  | Paraguay  |
| 15 de junio de 2008     | Asunción     | Paraguay  | Bandera de Paraguay  | 2:0 (1:0) | Bandera de Brasil    | Brasil    |
| 18 de junio de 2008     | La Paz       | Bolivia   | Bandera de Bolivia   | 4:2 (2:0) | Bandera de Paraguay  | Paraguay  |
| 6 de septiembre de 2008 | Buenos Aires | Argentina | Bandera de Argentina | 1:1 (0:1) | Bandera de Paraguay  | Paraguay  |
| 9 de septiembre de 2008 | Asunción     | Paraguay  | Bandera de Paraguay  | 2:0 (2:0) | Bandera de Venezuela | Venezuela |
| 11 de octubre de 2008   | Bogotá       | Colombia  | Bandera de Colombia  | 0:1 (0:1) | Bandera de Paraguay  | Paraguay  |

#### Segunda ronda
| Fecha                   | Lugar          |           |                      | Resultado |                      |           |
| ----------------------- | -------------- | --------- | -------------------- | --------- | -------------------- | --------- |
| 15 de octubre de 2008   | Asunción       | Paraguay  | Bandera de Paraguay  | 1:0 (0:0) | Bandera de Perú      | Perú      |
| 28 de marzo de 2009     | Montevideo     | Uruguay   | Bandera de Uruguay   | 2:0 (1:0) | Bandera de Paraguay  | Paraguay  |
| 1 de abril de 2009      | Quito          | Ecuador   | Bandera de Ecuador   | 1:1 (0:0) | Bandera de Paraguay  | Paraguay  |
| 6 de junio de 2009      | Asunción       | Paraguay  | Bandera de Paraguay  | 0:2 (0:1) | Bandera de Chile     | Chile     |
| 10 de junio de 2009     | Recife         | Brasil    | Bandera de Brasil    | 2:1 (1:1) | Bandera de Paraguay  | Paraguay  |
| 5 de septiembre de 2009 | Asunción       | Paraguay  | Bandera de Paraguay  | 1:0 (1:0) | Bandera de Bolivia   | Bolivia   |
| 9 de septiembre de 2009 | Asunción       | Paraguay  | Bandera de Paraguay  | 1:0 (1:0) | Bandera de Argentina | Argentina |
| 10 de octubre de 2009   | Ciudad Guayana | Venezuela | Bandera de Venezuela | 1:2 (0:0) | Bandera de Paraguay  | Paraguay  |
| 14 de octubre de 2009   | Asunción       | Paraguay  | Bandera de Paraguay  | 0:2 (0:0) | Bandera de Colombia  | Colombia  |

### Eliminatorias paraBrasil 2014
- Información según FIFA[19]

#### Primera ronda
| Fecha                    | Lugar        |           |                      | Resultado |                      |           |
| ------------------------ | ------------ | --------- | -------------------- | --------- | -------------------- | --------- |
| 7 de octubre de 2011     | Lima         | Perú      | Bandera de Perú      | 2:0 (1:0) | Bandera de Paraguay  | Paraguay  |
| 11 de octubre de 2011    | Asunción     | Paraguay  | Bandera de Paraguay  | 1:1 (0:0) | Bandera de Uruguay   | Uruguay   |
| 11 de noviembre de 2011  | Asunción     | Paraguay  | Bandera de Paraguay  | 2:1 (0:0) | Bandera de Ecuador   | Ecuador   |
| 15 de noviembre de 2011  | Santiago     | Chile     | Bandera de Chile     | 2:0 (1:0) | Bandera de Paraguay  | Paraguay  |
| 9 de junio de 2012       | La Paz       | Bolivia   | Bandera de Bolivia   | 3:1 (1:0) | Bandera de Paraguay  | Paraguay  |
| 7 de septiembre de 2012  | Córdoba      | Argentina | Bandera de Argentina | 3:1 (2:1) | Bandera de Paraguay  | Paraguay  |
| 11 de septiembre de 2012 | Asunción     | Paraguay  | Bandera de Paraguay  | 0:2 (0:1) | Bandera de Venezuela | Venezuela |
| 12 de octubre de 2012    | Barranquilla | Colombia  | Bandera de Colombia  | 2:0 (0:0) | Bandera de Paraguay  | Paraguay  |

#### Segunda ronda
| Fecha                    | Lugar         |           |                      | Resultado |                      |           |
| ------------------------ | ------------- | --------- | -------------------- | --------- | -------------------- | --------- |
| 16 de octubre de 2012    | Asunción      | Paraguay  | Bandera de Paraguay  | 1:0 (0:0) | Bandera de Perú      | Perú      |
| 22 de marzo de 2013      | Montevideo    | Uruguay   | Bandera de Uruguay   | 1:1 (0:0) | Bandera de Paraguay  | Paraguay  |
| 26 de marzo de 2013      | Quito         | Ecuador   | Bandera de Ecuador   | 4:1 (1:1) | Bandera de Paraguay  | Paraguay  |
| 7 de junio de 2013       | Asunción      | Paraguay  | Bandera de Paraguay  | 1:2 (0:1) | Bandera de Chile     | Chile     |
| 6 de septiembre de 2013  | Asunción      | Paraguay  | Bandera de Paraguay  | 4:0 (1:0) | Bandera de Bolivia   | Bolivia   |
| 10 de septiembre de 2013 | Asunción      | Paraguay  | Bandera de Paraguay  | 2:5 (1:2) | Bandera de Argentina | Argentina |
| 11 de octubre de 2013    | San Cristóbal | Venezuela | Bandera de Venezuela | 1:1 (0:1) | Bandera de Paraguay  | Paraguay  |
| 15 de octubre de 2013    | Asunción      | Paraguay  | Bandera de Paraguay  | 1:2 (1:1) | Bandera de Colombia  | Colombia  |

### Eliminatorias paraRusia 2018
- Información según CeroaCero[20]

#### Primera ronda
| Fecha                   | Lugar          |           |                      | Resultado |                      |           |
| ----------------------- | -------------- | --------- | -------------------- | --------- | -------------------- | --------- |
| 8 de octubre de 2015    | Ciudad Guayana | Venezuela | Bandera de Venezuela | 0:1 (0:0) | Bandera de Paraguay  | Paraguay  |
| 13 de octubre de 2015   | Asunción       | Paraguay  | Bandera de Paraguay  | 0:0       | Bandera de Argentina | Argentina |
| 13 de noviembre de 2015 | Lima           | Perú      | Bandera de Perú      | 1:0 (1:0) | Bandera de Paraguay  | Paraguay  |
| 17 de noviembre de 2015 | Asunción       | Paraguay  | Bandera de Paraguay  | 2:1 (0:0) | Bandera de Bolivia   | Bolivia   |
| 24 de marzo de 2016     | Quito          | Ecuador   | Bandera de Ecuador   | 2:2 (1:1) | Bandera de Paraguay  | Paraguay  |
| 29 de marzo de 2016     | Asunción       | Paraguay  | Bandera de Paraguay  | 2:2 (1:0) | Bandera de Brasil    | Brasil    |
| 1 de septiembre de 2016 | Asunción       | Paraguay  | Bandera de Paraguay  | 2:1 (2:1) | Bandera de Chile     | Chile     |
| 6 de septiembre de 2016 | Montevideo     | Uruguay   | Bandera de Uruguay   | 4:0 (3:0) | Bandera de Paraguay  | Paraguay  |
| 6 de octubre de 2016    | Asunción       | Paraguay  | Bandera de Paraguay  | 0:1 (0:0) | Bandera de Colombia  | Colombia  |

#### Segunda ronda
| Fecha                   | Lugar        |           |                      | Resultado |                      |           |
| ----------------------- | ------------ | --------- | -------------------- | --------- | -------------------- | --------- |
| 11 de octubre de 2016   | Córdoba      | Argentina | Bandera de Argentina | 0:1 (0:1) | Bandera de Paraguay  | Paraguay  |
| 10 de noviembre de 2016 | Asunción     | Paraguay  | Bandera de Paraguay  | 1:4 (1:0) | Bandera de Perú      | Perú      |
| 15 de noviembre de 2016 | La Paz       | Bolivia   | Bandera de Bolivia   | 1:0 (0:0) | Bandera de Paraguay  | Paraguay  |
| 23 de marzo de 2017     | Asunción     | Paraguay  | Bandera de Paraguay  | 2:1 (1:0) | Bandera de Ecuador   | Ecuador   |
| 28 de marzo de 2017     | São Paulo    | Brasil    | Bandera de Brasil    | 3:0 (1:0) | Bandera de Paraguay  | Paraguay  |
| 31 de agosto de 2017    | Santiago     | Chile     | Bandera de Chile     | 0:3 (0:1) | Bandera de Paraguay  | Paraguay  |
| 5 de septiembre de 2017 | Asunción     | Paraguay  | Bandera de Paraguay  | 1:2 (0:0) | Bandera de Uruguay   | Uruguay   |
| 5 de octubre de 2017    | Barranquilla | Colombia  | Bandera de Colombia  | 1:2 (0:0) | Bandera de Paraguay  | Paraguay  |
| 10 de octubre de 2017   | Asunción     | Paraguay  | Bandera de Paraguay  | 0:1 (0:0) | Bandera de Venezuela | Venezuela |

### Eliminatorias paraCatar 2022
- Información según CeroaCero[21]

#### Primera ronda
| Fecha                   | Lugar        |           |                      | Resultado |                     |          |
| ----------------------- | ------------ | --------- | -------------------- | --------- | ------------------- | -------- |
| 8 de octubre de 2020    | Asunción     | Paraguay  | Bandera de Paraguay  | 2:2 (0:0) | Bandera de Perú     | Perú     |
| 13 de octubre de 2020   | Mérida       | Venezuela | Bandera de Venezuela | 0:1 (0:0) | Bandera de Paraguay | Paraguay |
| 12 de noviembre de 2020 | Buenos Aires | Argentina | Bandera de Argentina | 1:1 (1:1) | Bandera de Paraguay | Paraguay |
| 17 de noviembre de 2020 | Asunción     | Paraguay  | Bandera de Paraguay  | 2:2 (1:2) | Bandera de Bolivia  | Bolivia  |
| 10 de octubre de 2021   | Santiago     | Chile     | Bandera de Chile     | 2:0 (0:0) | Bandera de Paraguay | Paraguay |
| 5 de septiembre de 2021 | Asunción     | Paraguay  | Bandera de Paraguay  | 1:1 (1:0) | Bandera de Colombia | Colombia |
| 3 de junio de 2021      | Montevideo   | Uruguay   | Bandera de Uruguay   | 0:0       | Bandera de Paraguay | Paraguay |
| 8 de junio de 2021      | Asunción     | Paraguay  | Bandera de Paraguay  | 0:2 (0:1) | Bandera de Brasil   | Brasil   |
| 2 de septiembre de 2021 | Quito        | Ecuador   | Bandera de Ecuador   | 2:0 (0:0) | Bandera de Paraguay | Paraguay |

#### Segunda ronda
| Fecha                   | Lugar           |          |                     | Resultado |                      |           |
| ----------------------- | --------------- | -------- | ------------------- | --------- | -------------------- | --------- |
| 9 de septiembre de 2021 | Asunción        | Paraguay | Bandera de Paraguay | 2:1 (1:0) | Bandera de Venezuela | Venezuela |
| 7 de octubre de 2021    | Asunción        | Paraguay | Bandera de Paraguay | 0:0       | Bandera de Argentina | Argentina |
| 14 de octubre de 2021   | La Paz          | Bolivia  | Bandera de Bolivia  | 4:0 (1:0) | Bandera de Paraguay  | Paraguay  |
| 11 de noviembre de 2021 | Asunción        | Paraguay | Bandera de Paraguay | 0:1 (0:0) | Bandera de Chile     | Chile     |
| 16 de noviembre de 2021 | Barranquilla    | Colombia | Bandera de Colombia | 0:0       | Bandera de Paraguay  | Paraguay  |
| 27 de enero de 2022     | Asunción        | Paraguay | Bandera de Paraguay | 0:1 (0:0) | Bandera de Uruguay   | Uruguay   |
| 1 de febrero de 2022    | Belo Horizonte  | Brasil   | Bandera de Brasil   | 4:0 (1:0) | Bandera de Paraguay  | Paraguay  |
| 24 de marzo de 2022     | Ciudad del Este | Paraguay | Bandera de Paraguay | 3:1 (2:0) | Bandera de Ecuador   | Ecuador   |
| 29 de marzo de 2022     | Lima            | Perú     | Bandera de Perú     | 2:0 (2:0) | Bandera de Paraguay  | Paraguay  |

### Eliminatorias paraCanadá, Estados Unidos y México 2026

#### Primera ronda
| Fecha                    | Lugar           |           |                      | Resultado |                     |          |
| ------------------------ | --------------- | --------- | -------------------- | --------- | ------------------- | -------- |
| 7 de septiembre de 2023  | Ciudad del Este | Paraguay  | Bandera de Paraguay  | 0:0       | Bandera de Perú     | Perú     |
| 12 de septiembre de 2023 | Maturín         | Venezuela | Bandera de Venezuela | 1:0 (0:0) | Bandera de Paraguay | Paraguay |
| 12 de octubre de 2023    | Buenos Aires    | Argentina | Bandera de Argentina | 1:0 (1:0) | Bandera de Paraguay | Paraguay |
| 17 de octubre de 2023    | Asunción        | Paraguay  | Bandera de Paraguay  | 1:0 (0:0) | Bandera de Bolivia  | Bolivia  |
| 16 de noviembre de 2023  | Santiago        | Chile     | Bandera de Chile     | 0:0       | Bandera de Paraguay | Paraguay |
| 21 de noviembre de 2023  | Asunción        | Paraguay  | Bandera de Paraguay  | 0:1 (0:1) | Bandera de Colombia | Colombia |
| 6 de septiembre de 2024  | Montevideo      | Uruguay   | Bandera de Uruguay   | 0:0       | Bandera de Paraguay | Paraguay |
| 10 de septiembre de 2024 | Asunción        | Paraguay  | Bandera de Paraguay  | 1:0 (1:0) | Bandera de Brasil   | Brasil   |
| 10 de octubre de 2024    | Quito           | Ecuador   | Bandera de Ecuador   | 0:0       | Bandera de Paraguay | Paraguay |

#### Segunda ronda
| Fecha                   | Lugar        |          |                     | Resultado |                      |           |
| ----------------------- | ------------ | -------- | ------------------- | --------- | -------------------- | --------- |
| 15 de octubre de 2024   | Asunción     | Paraguay | Bandera de Paraguay | 2:1 (0:1) | Bandera de Venezuela | Venezuela |
| 14 de noviembre de 2024 | Asunción     | Paraguay | Bandera de Paraguay | 2:1 (1:1) | Bandera de Argentina | Argentina |
| 19 de noviembre de 2024 | El Alto      | Bolivia  | Bandera de Bolivia  | 2:2 (1:0) | Bandera de Paraguay  | Paraguay  |
| 20 de marzo de 2025     | Asunción     | Paraguay | Bandera de Paraguay | 1:0 (0:0) | Bandera de Chile     | Chile     |
| 25 de marzo de 2025     | Barranquilla | Colombia | Bandera de Colombia | 2:2 (2:1) | Bandera de Paraguay  | Paraguay  |
| 5 de junio de 2025      | Asunción     | Paraguay | Bandera de Paraguay | 2:0 (1:0) | Bandera de Uruguay   | Uruguay   |
| 10 de junio de 2025     | São Paulo    | Brasil   | Bandera de Brasil   | 1:0 (1:0) | Bandera de Paraguay  | Paraguay  |
| 4 de septiembre de 2025 | Asunción     | Paraguay | Bandera de Paraguay | vs.       | Bandera de Ecuador   | Ecuador   |
| 9 de septiembre de 2025 | Lima         | Perú     | Bandera de Perú     | vs.       | Bandera de Paraguay  | Paraguay  |